# Big Brother 2024
Big Brother 10 (2024) is een Nederlandstalig seizoen van het televisieprogramma Big Brother, een televisieconcept dat werd ontwikkeld door John de Mol. Big Brother 10 is een coproductie van het Nederlandse RTL en het Belgische SBS.
De bewoners werden voor het eerst bekendgemaakt op 12 januari 2024 en het seizoen startte op 15 januari 2024.
Het programma wordt in België uitgezonden door Play4 en in Nederland door RTL 5. De presentatie ligt in handen van Geraldine Kemper en Tatyana Beloy. Naast de uitzendingen op televisie, is er ook een livestream die 24 uur per dag te bekijken is in Nederland via Videoland en in België via GoPlay.be en Telenet TV op kanaal 247 (Vlaanderen) of kanaal 472 (Brussel en Wallonië).
Het huis voor deze reeks staat in Duivendrecht (bij Amsterdam), op een parkeerplaats naast het hoofdkantoor van producent Endemol, pal naast de Johan Cruijff ArenA.
Bij dit seizoen is er voor het eerst weer publiek aanwezig tijdens de liveshows. Tijdens de eerste drie seizoenen was dit vanwege de coronapandemie niet mogelijk.
De twist van dit seizoen is dat ze in duo's spelen.

## Bewoners
| Bewoner           | Woonplaats           | Beroep (destijds)                             | Entree           | Exit                         | €          |
| ----------------- | -------------------- | --------------------------------------------- | ---------------- | ---------------------------- | ---------- |
| Glenn van Himst   | Stekene              | Fabrieksmedewerker                            | 27 januari 2024  | 13 april 2024, Winnaar       | € 56.266,- |
| Alice Kappenburg  | Groningen            | Ondernemer                                    | 12 januari 2024  | 13 april 2024, Finalist, 2e  |            |
| Randy Yonce       | Amsterdam            | Wetenschapper & Stage begeleider              | 12 januari 2024  | 13 april 2024, Finalist, 3e  |            |
| Jimmy Meijvogel   | Amsterdam            | Dragqueen                                     | 20 januari 2024  | 10 april 2024                |            |
| Ashley de Graaf   | Schagen              | Telemarketeer                                 | 21 januari 2024  | 08 april 2024                |            |
| Ashley de Graaf   | Schagen              | Telemarketeer                                 | 12 januari 2024  | 20 januari 2024              |            |
| Tom Peeters       | Burcht               | Havenarbeider                                 | 12 januari 2024  | 06 april 2024                |            |
| Tyron Bolwerk     | Heerhugowaard        | Fabrieksmedewerker & model                    | 12 januari 2024  | 02 april 2024                | € 15.000,- |
| Karen Baumans     | Aarschot             | Eigenaar kapsalon & lerares in het onderwijs. | 12 januari 2024  | 30 maart 2024                |            |
| Danny Hertveldt   | Roosdaal             | Politieinspecteur                             | 12 januari 2024  | 23 maart 2024                |            |
| Dilano de Kleijn  | Eindhoven            | Accountmanager                                | 12 januari 2024  | 16 maart 2024                |            |
| Ronahi Coksayilir | Zonhoven             | Zorgmedewerker                                | 12 januari 2024  | 09 maart 2024                |            |
| Sabeau Michel     | Zaandam              | Blogger                                       | 03 februari 2024 | 02 maart 2024                |            |
| Doriana la Monaca | Houthalen-Helchteren | Content creator                               | 20 januari 2024  | 24 februari 2024             |            |
| Basiri Sari       | Drongen              | Chauffeur zorgtransport                       | 12 januari 2024  | 17 februari 2024             |            |
| Nouschka Willems  | Oostende             | Sales Coach                                   | 03 februari 2024 | 10 februari 2024             |            |
| Ariana Van Melick | Soest                | Personal assistant                            | 12 januari 2024  | 03 februari 2024             |            |
| Lenie Gerrits     | Arnhem               | Zanger                                        | 12 januari 2024  | 27 januari 2024              |            |
| Sonja Libb        | Antwerpen            | Student & serveerster                         | 12 januari 2024  | 21 januari 2024 (vrijwillig) |            |